# Johanna San Miguel
Johanna San Miguel Dammert (Lima, 14 de noviembre de 1967) es una actriz, presentadora y comediante peruana. Es más conocida por interpretar a «Queca» de los Cebos en la serie de televisión Pataclaun y por haber conducido el programa de televisión Esto es guerra.

## Primeros años
Nació en el distrito de Miraflores, hija de José San Miguel Mejía y Silvia María Dammert Herrera. 
Es tataranieta de la filántropa Juana Alarco de Dammert, sobrina nieta del político Miguel Dammert Muelle, nieta de Luis Dammert Muelle y sobrina de la actriz Claudia Dammert Herrera. Asimismo, es sobrina lejana del también político y sociólogo Manuel Dammert Ego-Aguirre.
Estudió en el Colegio Villa María de la ciudad de Lima. Se inició en la televisión en 1984, con la telenovela Carmín.

## Trayectoria
Participó en la novela Carmín en el año de 1984, junto con su tía Claudia Dammert.
En el año 1990, condujo el programa Yan Ken Po, junto con Gloria María Solari y Carlos Alcántara.
En la escena musical, fue tecladista y corista en La Liga del Sueño durante 1994 y 1996. Además de sus compañeros del grupo, estaba también con Jorge «Pelo» Madueño (líder y vocalista) y Gonzalo Torres (bajo), con quienes trabajaba en los montajes teatrales de Patacláun.
En el año 1995, participó en la telenovela Los unos y los otros, donde conoció al actor Carlos Carlín, con quien después actuaría en exitosos montajes teatrales. En su etapa de claun, actuó en los montajes teatrales de la asociación cultural Patacláun, y en la serie Patacláun, de 1997 a 1999 vía Frecuencia Latina, en la cual hizo popular su personaje Queca. Cuatro años después de haber terminado la serie, participó en Carita de atún.
Entre los años 2004 y 2006, condujo un programa de radio junto con Carlos Carlín, Yo te amo, yo tampoco, en Radio Planeta. Seguidamente, junto con Carlín, presentó los espectáculos de comedia Chancho amor (2005), Muérete Cupido (2006), Puro cuento (2007) y 2 × 1 (2008).
Entre los años 2006 y 2010, condujo un bloque de espectáculos del noticiero matutino Primera edición en América Televisión, además de conducir el programa radial Jamón, jamón en Studio 92.
En el año 2009, inició su stand up comedy: Se busca marido, cama adentro, espectáculo con el que se ha presentado en diferentes lugares a nivel nacional. El mismo año, actuó en la obra de comedia Una pulga en la oreja, bajo la dirección de Juan Carlos Fisher.
Entre enero y diciembre de 2011, condujo dos programas, Minuto para ganar y Lima limón, de América Televisión.
Entre los años 2012 y 2015, condujo un programa concurso, Dos para las 7, junto con Mathías Brivio, que a los pocos meses pasó a llamarse Esto es guerra, programa de telerrealidad de América Televisión.
San Miguel tuvo una aparición especial en la película ¡Asu mare!, de Carlos Alcántara. También actuó en el filme A los 40.
En el año 2015, fue parte de ¡Asu mare! 2. Ese año, fue forzada a renunciar a Esto es guerra, por un escándalo al agredir a una persona en una fiesta en el Hotel Bolívar. Permanecería alejada de la televisión por cuatro años, dedicándose al teatro.[cita requerida]
En el año 2016, actúa en las obras Mamma Mia! y Toc Toc.
En el año 2017, Johanna volvió a la ficción con la tercera temporada de Ven, baila, quinceañera en América Televisión.
En el año 2018, participa de las obras Conejo blanco, conejo rojo y Billy Elliot, además de su unipersonal Se busca marido, cama adentro.
En 2019, Johanna regresó a la televisión formando parte del jurado del programa Yo soy, por Latina Televisión, en donde compartió rol con el productor, director y escritor Ricardo Morán y la también comediante y actriz Katia Palma. Además, fue jurado de la cuarta temporada de la versión para niños de este programa donde compartió el mismo rol con el propio Ricardo Morán y la cantante de salsa Daniela Darcourt. En el mismo año, protagonizó junto con Patricia Portocarrero la comedia Intercambiadas.
En  2020, se estrenó la telenovela Te volveré a encontrar, en la cual San Miguel interpreta a Milena Ferrara; la telenovela fue originalmente grabada en 2018.
En 2021, tras su salida del programa Yo soy y después de varios años ausente, San Miguel vuelve a América Televisión para conducir, junto con Gian Piero Díaz, el programa de competencias Esto es guerra, en su temporada 18.
El 24 de enero de 2022, fue presentada como la nueva conductora del programa derivado del recordado Habacilar, llamado Esto es Habacilar, junto con Roger del Águila. No obstante, debido a la polémica y el bajo índice de audiencia, el programa finalizó el 11 de febrero, anunciando el próximo regreso de Esto es guerra por sus diez años confirmándose que Johanna se quedaría en la conducción del programa.

## Filmografía

### Televisión
| Año       | Programa                 | Papel                         | Notas                                    |
| --------- | ------------------------ | ----------------------------- | ---------------------------------------- |
| 1984-1986 | Carmín                   | Andrea Aramburú               |                                          |
| 1989      | El hombre que debe morir |                               |                                          |
| 1990      | Yan Ken Po               | Presentadora                  |                                          |
| 1990-1992 | El noticiero del 9       | Presentadora                  |                                          |
| 1992-1995 | ATV noticias             | Presentadora                  |                                          |
| 1995-1997 | El noticiero             | Presentadora                  |                                          |
| 1995      | Los unos y los otros     | Melissa                       |                                          |
| 1997-99   | Patacláun                | Queca/Cheyla                  |                                          |
| 2001      | Soledad                  | Delicia Morales               |                                          |
| 2003      | Carita de atún           | Martirio / Ángel de las Aguas |                                          |
| 2006-10   | América espectáculos     | Presentadora                  |                                          |
| 2011      | Minuto para ganar        | Presentadora                  |                                          |
| 2011      | Lima limón               | Presentadora                  |                                          |
| 2012      | Dos para las 7           | Presentadora                  |                                          |
| 2012-2015 | Esto es guerra           | Presentadora                  | Temporada 1-9                            |
| 2018      | VBQ: Empezando a vivir   | Antonia Morales Santos        |                                          |
| 2019-2021 | Yo soy                   | Jurado                        | Temporada 23-28 (más Grandes batallas 1) |
| 2019-2020 | Yo soy kids              | Jurado                        | Temporada 4-5                            |
| 2020      | Te volveré a encontrar   | Milena Ferrara                | Rol antagónico                           |
| 2021      | Esto es guerra           | Presentadora                  | Temporada 18                             |
| 2022      | Esto es Habacilar        | Presentadora                  |                                          |
| 2022-2024 | Esto es guerra           | Presentadora                  | Temporadas: 19 y 20                      |
| 2024      | Al fondo hay sitio       | Madeleine Masckemeier         |                                          |

### Cine
| Año  | Película        | Papel              | Notas                  |
| ---- | --------------- | ------------------ | ---------------------- |
| 2013 | ¡Asu mare!      | Socorro            | Participación especial |
| 2014 | A los 40        | Julia Dueñas       |                        |
| 2015 | ¡Asu mare! 2    | Ella misma y Queca |                        |
| 2018 | Locos de amor 2 | Soledad            |                        |
| 2018 | ¡Asu mare! 3    | Socorro            | Participación especial |
| 2019 | Intercambiadas  | Paola              | Protagónico            |

## Radio
| Año     | Programa              | Emisora       |
| ------- | --------------------- | ------------- |
| 2004-06 | Yo te amo, yo tampoco | Radio Planeta |
| 2006-09 | Jamón, jamón          | Studio 92     |

## Teatro
| Año       | Obra                         | Papel          |
| --------- | ---------------------------- | -------------- |
| 1994      | Patacláun en el A.M.O.R      |                |
| 1996      | Patacláun en la ciudad       |                |
| 2000      | Patacláun en venta           |                |
| 2005      | Chancho amor                 |                |
| 2006      | Muérete Cupido               |                |
| 2007      | Puro cuento                  |                |
| 2008      | 2 × 1                        |                |
| 2009-10   | Se busca marido cama adentro |                |
| 2009      | Una pulga en la oreja        |                |
| 2014-2016 | Toc toc                      |                |
| 2016-17   | Mamma Mia!                   |                |
| 2017      | Hasta las patas              |                |
| 2018      | Conejo blanco, conejo rojo   |                |
| 2018      | Billy Elliot, el musical     | Mrs. Wilkinson |
| 2018-19   | Se busca marido cama adentro |                |
| 2022      | Hasta que la tele nos separe |                |

## Premios y nominaciones
Premios Luces
| Año  | Categoría          | Trabajo nominado     | Resultado | Ref.   |
| ---- | ------------------ | -------------------- | --------- | ------ |
| 2006 | Revelación del año | América espectáculos | Ganadora  | [ 22 ] |
| 2013 | Mejor conductora   | Esto es guerra       | Nominada  |        |
| 2014 | Mejor conductora   | Esto es guerra       | Nominada  |        |